# Ulica Doświadczalna w Lublinie
Ulica Doświadczalna w Lublinie – jedna z głównych ulic w Lublinie o długości 1 km, przebiegająca przez dzielnicę Felin. Nazwa ulicy związana jest ze znajdującym się przy niej Uniwersytetem Przyrodniczym i Instytutem Agrofizyki PAN

## Przebieg
Ulica odchodzi z lewej strony od ul. Józefa Franczaka. Odchodzą od niej boczne ulice prowadzące na osiedle Jagiellońskie, po prawej stronie ulicy znajduje się pętla trolejbusowa Felin. Na odcinku od ul. Franczaka do al. Witosa ulica jest szeroka, częściowo dwujezdniowa. W dalszym biegu ulica jest węższa i ma znaczenie lokalne. Za skrzyżowaniem z ul. Witosa po lewej stronie znajduje się siedziba Uniwersytetu Przyrodniczego, potem ulica krzyżuje się z ul. Vetterów prowadzącą do Europarku. Ulica zakończona jest pętlą autobusową Felin-Uniwersytet. Za pętlą biegnie jako nienazwana lokalna droga.

## Obiekty
- Instytut Agrofizyki PAN
- Uniwersytet Przyrodniczy w Lublinie
- Pętla autobusowo-trolejbusowa Felin
- Pętla autobusowa Felin-Uniwersytet
- Stacja Lubelskiego Roweru Miejskiego
- Restauracja Mc Malec
- Przychodnia weterynaryjna
- Ośrodek Jeździecki

## Komunikacja miejska
Ulicą kursują linie autobusowe nr 14, 21, 23, 36, 47, 70, 73 i trolejbusowe nr 156, 157, 158, 161. Przy ulicy znajduje się 11 przystanków autobusowych. Na odcinku od ul. Franczaka do ul. W. Jagiełły nad ulicą jest rozwieszona trakcja trolejbusowa. Przy ulicy znajdują się 2 pętle autobusowe Felin i Felin-Uniwersytet.